# Nobori
Nobori (幟) literalmente  'estandarte' . É uma bandeira longa, estreita e vertical, utilizado mais comumente no Período Sengoku como forma de comunicação militar para denotar sub-unidades de um exército ou simplesmente para proporcionar uma grande exposição heráldica com dezenas de bandeiras idênticas.

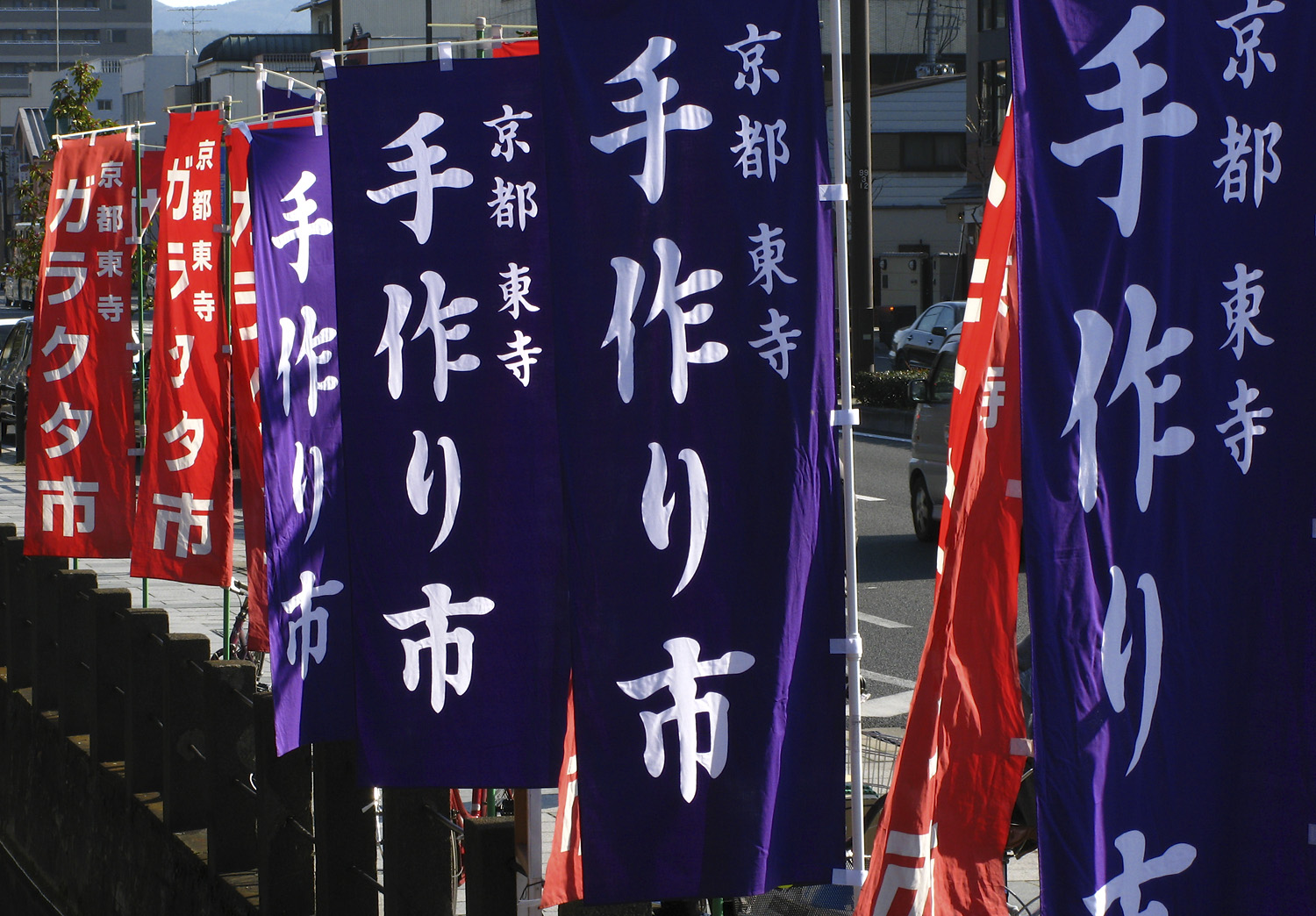
Estes noboris coloridos anunciam um bazar sendo realizado dentro do recinto do templo Kyo-o-gokoku-ji.

Atualmente, o nobori é usado durante festivais e eventos esportivos, geralmente japoneses (em desportos tomam o lugar das bandeiras e sinais comuns entre o público ocidental), anúncios e até mesmo identificar partidos políticos durante uma campanha eleitoral.
No Brasil é mais comumente utilizado no bairro da Liberdade, em São Paulo, em festivais como o Toyo Matsuri que acontece em dezembro.

## Galeria

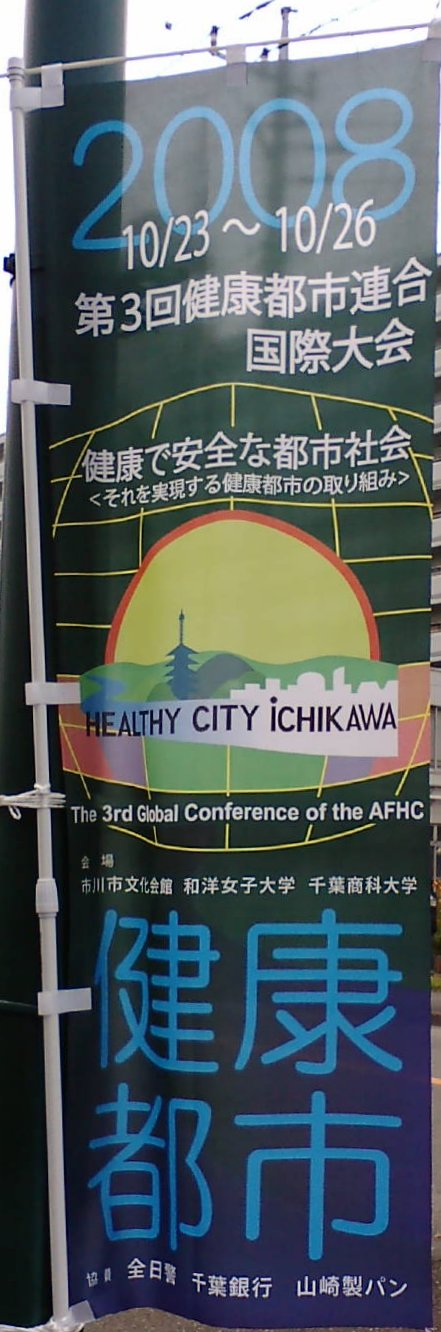
Nobori de uma conferência a ser realizada
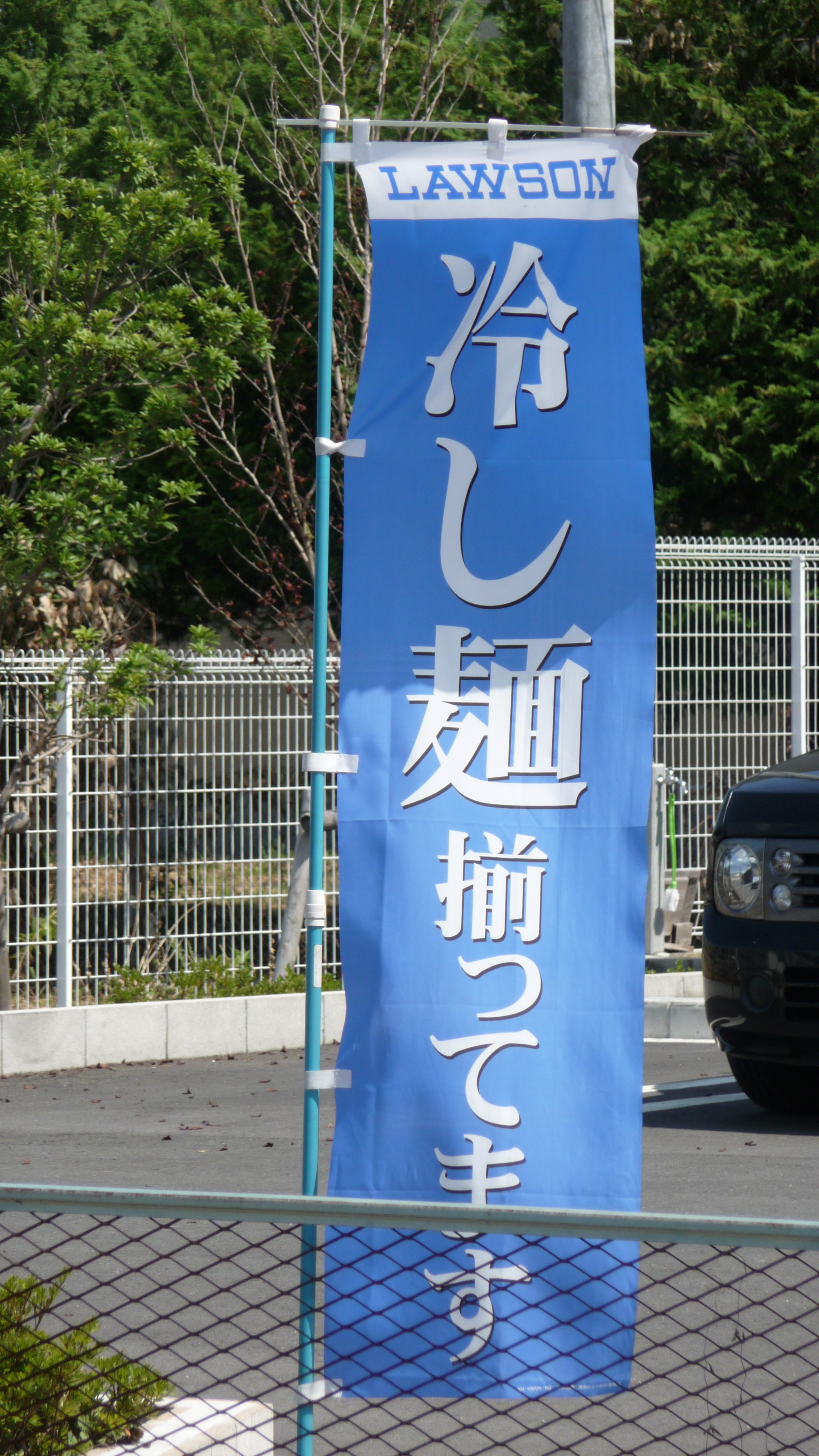
Nobori de propaganda